# Joanna Sidorowiczová
Joanna Sidorowiczová (nepřechýleně Joanna Sidorowicz; * ?, Vratislav) je polská umělkyně a fotografka, členka a umělkyně Fotoklubu Polské republiky Asociace tvůrců (AFRP), členka fotografické společnosti Edmund Osterloff v Radomsku. Członkini Jurajskiego Fotoklubu Częstochowa, členka Jura Photo Club Częstochowa, členka skupiny Atina Galeria&Centrum Rozwoju Group  , členka Częstochowské nadace festivalu Festiwalu Sztuki Fotoreportażu a členka fotografické skupiny FotoAzyl.

## Životopis
Joanna Sidorowiczová je spojena s fotografickou komunitou Čenstochové – žije a pracuje v Čenstochové. Fotografování se věnuje od roku 2003. Zvláštní místo v její tvorbě zaujímá fotografie architektury (převážně v Čenstochové), krajinářská fotografie, portrétní fotografie a dírková fotografie. Velkou část své práce věnuje tématům souvisejícím s židovskou kulturou. Je organizátorkou fotografických akcí pod širým nebem v Polsku i v zahraničí a účastní se řady fotografických akcí a workshopů pod širým nebem . Jako předsedkyně a členka se podílí na práci porot krajských a celostátních fotografických soutěží .
Joanna Sidorowiczová je autorkou a spoluautorkou mnoha fotografických výstav; samostatných (asi 40), skupinových (asi 70) a venkovních akcí. Její fotografie prezentované na soutěžních výstavách byly opakovaně oceněny přijetím, cenami, vyznamenáními, diplomy a gratulačními dopisy (včetně 1. ceny v soutěži See Częstochowa - 2014, 3. ceny v soutěži Zobacz Częstochowę - 2015, 3. ceny v Okno na soutěži Świat Śpiochów, 1. cena v soutěži Krajinná geometrie – 2016) . V roce 2019 byla přijata za řádnou členku Fotoklubu Polské republiky Asociace tvůrců. Rozhodnutím komise odborných kvalifikací Fotoklubu Polské republiky obdržela diplom potvrzující její kvalifikaci k výkonu povolání profesionální fotografky (IČO 439).